# Yuh Jae-doo
Yuh Jae-doo (* 25. April 1948 in Seoul, Südkorea) ist ein ehemaliger südkoreanischer Boxer im Halbmittelgewicht. 
Er erkämpfte sich am 7. Juni 1975 den Weltmeistertitel des World Boxing Council, indem er den Japaner Kōichi Wajima in einem auf 15 Runden angesetzten Kampf in der 7. Runde durch K. o. bezwang.